# Ernest Bogislaw de Croÿ
Pour les autres membres de la famille, voir Famille de Croÿ.
Ernest-Bogislaw (ou Bogusław) de Croÿ (polonais : Bogusław; allemand : Bogislaw), né le 26 août 1620 à Fénétrange; † 6 février 1684 à Kœnigsberg est évêque protestant de Cammin, et gouverneur de Poméranie occidentale et de Prusse pour le compte du margrave de Brandebourg. C'est un neveu de Bogusław XIV de Poméranie, dernier duc de Poméranie et héritier des possessions personnelles de la lignée (éteinte en 1637) des ducs de la maison des Griffons. Il est aussi comte de Fontenoy.

## Biographie

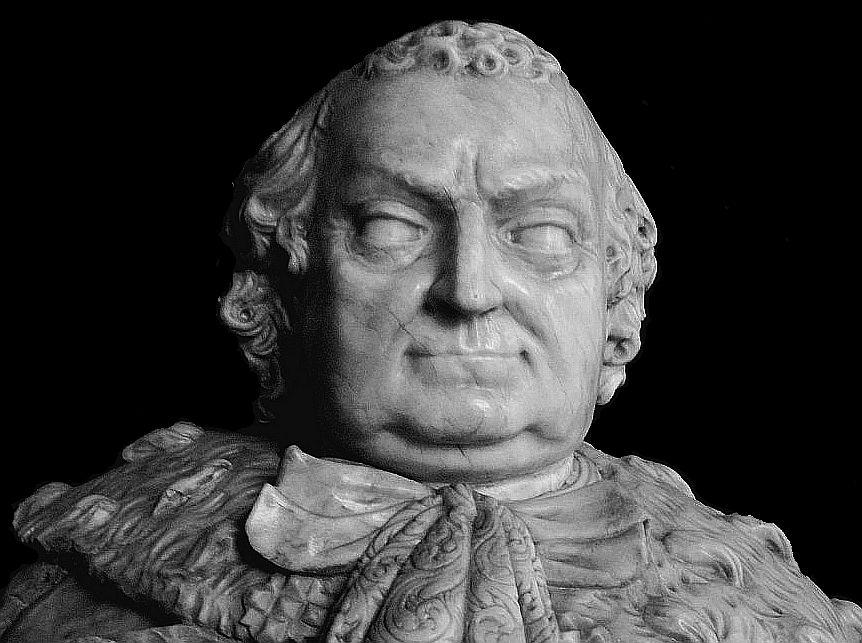
Effigie de Ernst Bogislaw de Croÿ dans l'église de St Hyacinthe, Słupsk.

Ernest-Bogislaw de Croÿ est le fils du duc Ernest de Croÿ-Aerschot (1583-1620) et d’Anne de Poméranie, fille du duc Bogusław XIII de Poméranie. Bien que la Maison de Croÿ soit catholique, ses oncles obtiennent par le contrat de mariage de leur sœur Anne, d'élever ses enfants dans la foi réformée. Quelques semaines après sa naissance, son père, qui est au service de l’empereur Ferdinand II tombe malade et meurt devant les murs d'Oppenheim assiégée, le 7 octobre 1620. Sa mère, qui veut fuir l'inimitié de la famille de son mari (laquelle lui disputait même la dépouille du défunt), part en 1622 pour rejoindre la cour de Stettin.
En 1634, Ernest-Bogislav commence à fréquenter l’université de Greifswald, qui lui confie peu après la dignité de recteur pour l'année unniversitaire 1634-1635. Son oncle Bogusław XIV lui abandonne les fiefs de Naugard et Massov. De 1637 à 1650, Ernest-Bogislav est évêque luthérien de Cammin. Par les Traités de Westphalie, l’évêché de Cammin fut rattaché au Brandebourg. Par un accord de régularisation de 1650, Ernest-Bogislav renonce à ses droits sur l'évêché contre une forte indemnité et la tutelle des biens viagers de sa mère  en Poméranie. Il se met au service du margrave de Brandenbourg qui lui confie de 1665 à 1670 le gouvernement de la Poméranie occidentale puis, à la mort de Bogislav Radziwiłł en 1670, celui du duché de Prusse.
Dans son testament, rédigé peu avant sa mort, il lègue avec l'accord de la Couronne de Suède à l'université de Greifswald, outre sa fortune et quelques livres, le sceau princier de Bogislav XIV, le grand collier d'or du duc Ernest-Louis ainsi que la Tapisserie de Croÿ. Il est inhumé aux côtés de sa mère dans la chapelle princière de Stolp.
Dans l'histoire allemande, Ernest-Bogislaw reste comme un homme érudit, mais prudent et effacé.